# لوسي جونز (رسامة)
لوسي جونز (بالإنجليزية: Lucy Jones)‏ هي رسامة بريطانية، ولدت في 1955 في لندن في المملكة المتحدة.